# Гарольд Абрагамс
Га́рольд Мо́ріс А́брагамс (англ. Harold Maurice Abrahams; 15 грудня 1899 — 14 січня 1978) — британський легкоатлет єврейського походження, олімпійський чемпіон з бігу на 100 метрів.

## Біографія
Народився 15 грудня 1899 року в місті Бедфорд в родині єврейського емігранта з Польщі.
Спортом почав займатись у шкільному віці, навчаючись у школі Рептон. У 1918 році він переміг на чемпіонаті серед державних шкіл у бігі на 100 метрів та у стрибках у довжину. По закінченні школи вступив до коледжу Кейюс Кембриджського університету. Виступаючи за університетську команду у щорічних змаганнях з Оксфордським університетом, 8 разів протягом чотирьох років підіймався на найвищу сходинку п'єдесталу пошани.
На міжнародній арені дебютував у 1920 році на тристоронніх змаганнях проти Ірландії та Шотландії, де переміг на дистанції 220 ярдів. У тому ж році доволі невдало виступив на літніх Олімпійських іграх у Антверпені (Бельгія).
У 1921 році в складі об'єднаної команди університетів Кембриджа і Оксфорда здійснив турне по США. В наступні роки зосередився на внутрішніх змаганнях, встановивши у 1923 році рекорд Англії у стрибках у довжину (7.19 м), покращив його на першому легкоатлетичному чемпіонаті Англії до 7.23 метрів. У 1924 році знову покращив свій же рекорд зі стрибків у довжину до 7.38 м, а також переміг у бігі на 100 метрів і стрибках у довжину на національному легкоатлетичному чемпіонаті.
На літніх Олімпійських іграх 1924 року в Парижі Гаролдьд Абрахамс став олімпійським чемпіоном з бігу на 100 метрів, брав участь у фінальному забігі на 200 метрів, а також отримав срібну медаль у естафеті 4×100 метрів.
Отримавши важку травму ноги у травні 1925 року, Абрахамс припинив активні виступи, проте не полишив спорт. Він став спортивним журналістом, адміністратором, істориком і статистиком спорту: з 1925 по 1967 роки був спортивним оглядачем газети «Sunday Times», засновником і членом Асоціації легкоатлетичної статистики, спортивним коментатором на радіо BBC. У 1926 році обраний членом Генерального комітету Британської легкоатлетисної спілки, у 1931 році обраний її секретарем, а з 1976 року — президентом. Також входив до керівництва низки інших спортивних організацій.
Помер 14 січня 1978 року в Енфілді, Лондон.

## Олімпійські результати
| Олімпіада      | Дисципліна            | Результат           | Місце |
| -------------- | --------------------- | ------------------- | ----- |
| Антверпен 1920 | біг на 100 метрів     | чвертьфінал         | 4     |
| Антверпен 1920 | біг на 200 метрів     | чвертьфінал         | 3     |
| Антверпен 1920 | естафета 4×100 метрів | 43.0 сек            | 4     |
| Антверпен 1920 | стрибки у довжину     | 6.05 м              | 20    |
| Париж 1924     | біг на 100 метрів     | 10.6 сек (=ОлР)     | 1     |
| Париж 1924     | біг на 200 метрів     | півфінал (21.9 сек) | 3     |
| Париж 1924     | естафета 4×100 метрів | 21.8 сек            | 2     |

## Нагороди і почесні звання
У 1957 році Гарольд Абрахамс удостоєнний звання Командора ордена Британської імперії.

## Родина
Батько — Ісаак — емігрував з Польщі, працював фінансистом. Мати — Естер — була валійкою.
Гарольд Абрахамс також мав братів: Сідні Абрахамс — легкоатлет, стрибун у довжину; Адольф Абрахамс — засновник британської спортивної медицини.